# Kamen Rider Kuuga
Kamen Rider Kuuga (仮面ライダークウガ, Kamen Raidā Kūga, Masked Rider Kuuga) est une série télévisée japonaise de style tokusatsu. Elle constitue la dixième série de la très populaire franchise Kamen Rider et la première entièrement diffusée pendant l'ère Heisei. Elle est le fruit de la collaboration entre la société de production de Shotaro Ishinomori et la Toei, diffusée entre 30 janvier 2000 et le 21 janvier 2001 sur TV Asahi totalisant 49 épisodes. Elle est alors remplacée par Kamen Rider Agito.

## Histoire
Il y a très longtemps, la tribu Gurongi terrorisait les  Linto (リント, Rinto) jusqu'à ce qu'un guerrier appelé Kamen Rider Kuuga apparaisse et l'emporte sur les Gurongi, scellant leur chef dans une cave. De nos jours,un homme avec une multitude de talents appelé Yusuke Godai se retrouvé connecté à une ceinture mystérieuse trouvée dans la cave lors d'une fouille archéologique. Pendant ce temps, les Gurongi se retrouvent libres et reprennent le jeu meurtrier qu'ils jouent sur les descendants des Linto, l'humanité. Yusuke et la police vont devoir unir leurs efforts et maîtriser les pouvoirs de Kuuga pour combattre les Gurongi et protéger les humains. Alors que la lutte s'intensifie, Yusuke apprend qu'il y a un lien entre Kuuga et le chef des Gurongis.

## Personnages
- Yusuke Godai / Kamen Rider Kuuga (五代 雄介／仮面ライダークウガ, Godai Yūsuke/Kamen Raidā Kūga?) : un jeune homme qui possède la ceinture Arcle, qui le transforme en Kuuga. C'est quelqu'un d'honnête et insouciant qui se bat pour « protéger le sourire de tout le monde ». Yusuke travaille au café Pore-Pore et essaye de maitriser 2000 talents différents qu'il veut utiliser pour aider les autres. Lui et sa sœur, Minori, ont perdu leur mère lorsqu'ils étaient jeunes et leur père plus tard. Il est né à Hokkaidō le 18 mars 1975.
- Kaoru Ichijo (一条 薫, Ichijō Kaoru?) : l'inspecteur de police qui mène l'unité de police créée pour combattre les Gurongi. Comme son père, décédé le jour de ses 10 ans, Ichigo est un policier exemplaire qui cherche toujours à faire ce qui est juste. Bien qu'il soit sévère envers lui-même, il est prêt à tout faire, même violer le règlement, pour aider Yusuke combattre les Gurongi. Il est né à Nagoya dans la préfecture d'Aichi le 18 avril 1974. Après la défaite de Gurongi, Ichijo retourne à Nagano.
- Sakurako Sawatari (沢渡 桜子, Sawatari Sakurako?) : une amie de Yusuke qui traduit les textes anciens « Linto-ese » qui traitent de Kuuga et des Gurongi. Au début, elle ne souhaitait pas aider car elle avait peur pour la vie de Yusuke mais elle décide de croire en lui et travaille dur pour aider Yusuke à comprendre ses pouvoirs. Elle est née dans la préfecture de Gunma le 30 octobre 1976.
- Minori Godai  (五代 みのり, Godai Minori?) : la plus jeune sœur de Yusuke qui est professeur d'école primaire. Yusuke va de temps en temps la voir pour amuser les enfants. Comme Sakurako, elle avait au début peur des transformations de son frère mais croit en Yusuke et l'aide quand elle peut. Elle est née dans la préfecture d'Hokkaidō le 4 septembre 1977.
- Shuichi Tsubaki (椿 秀一, Tsubaki Shūichi?) : un ami de longue date d'Ichijo, il est le médecin qui suit Yusuke et le soigne quand il se blesse, tout en étudiant les effets de la fusion de Yusuke avec le Arcle. Bien qu'il soit insouciant de nature, il est sérieux et inquiet lorsqu'il parle des transformations de Yusuke à cause des dangers liés à la légende de Kuuga. Il fait aussi l'autopsie des victimes des Gurongis pour déterminer la cause de leur décès.
- Hikari Enokida (榎田 ひかり, Enokida Hikari?) : une vieille amie d'Ichijo, elle est responsable de la division scientifique de la police. Elle étudie la biologie des Gurongis afin de mieux les combattre. Elle aide aussi dans l'étude de Kuuga et du Gouram. Le combat contre les Gurongis l'obligeant à travailler beaucoup, elle n'est pas souvent à la maison et son enfant se sent malaimé.
- Tamasaburo Kazari (飾 玉三郎, Kazari Tamasaburō?) : il était l'ami du père de Yusuke et Minori, qui l'appellent affectueusement Oyassan (おやっさん?). Il est le propriétaire et le gérant du Pore-Pore Tea Cafe. C'est un personnage excentrique et insouciant qui garde tous articles de journaux relatant les exploits de Kuuga, bien qu'il ignore que Yusuke soit le « numéro 4 » et qu'il pense que le nom « Kuuga » ne soit qu'une invention de Yusuke. Après avoir appris la vérité, il met l'emblème de Kuuga sur son tablier dans le dernier épisode de la série. Il est né le 9 juin 1955.
- Nana Asahina (朝比奈 奈々, Asahina Nana?, 11-49) : la nièce de Tamasaburo qui donne un coup de main au Pore-Pore Tea pendant qu'elle essaie de devenir actrice. Elle est perturbée par la mort de son professeur de théâtre aux mains des Gurongi jusqu'à ce que Yusuke l'aide à surmonter son chagrin.
- Jean Michel Sorrel (ジャン・ミッシェル・ソレル, Jan Missheru Soreru?) : un étudiant universitaire des États-Unis qui travaille avec Sakurako. Il étudie les fragments brisés qui deviendront plus tard Gouram. Il est amoureux de Enokida et espèrent l'aider à renouer avec son enfant.
- Sadao Matsukura (松倉 貞雄, Matsukura Sadao?) : le chef de la division de la police dont fait partie l'unité anti-Gurongi.
- Morimichi Sugita (杉田 守道, Sugita Morimichi?) : un détective de la première brigade de police.
- Tsuyoshi Sakurai (桜井 剛, Sakurai Tsuyoshi?) : un détective de la première brigade de police.
- Nozomi Sasayama (笹山 望見, Sasayama Nozomi?) : une policière qui transmet les communications du quartier général.
- Shoji Kanzaki (神崎 昭二, Kanzaki Shōji?, 25-26, 47, 49) : l'instituteur de Yusuke à l'école primaire, il est comme un père pour Yusuke et les deux se voient de temps en temps.
- Junichi Chono (蝶野 潤一, Chōno Jun'ichi?, 13-14, 29-30) : un jeune homme perturbé, il voit les Gurongi comme une délivrance jusqu'à être sauvé par Kuuga. Il essaiera ensuite de gagner sa vie jusqu'à être assommé Gamego sur son chemin à un entretien de recrutement.

## Les Gurongi
La tribu des  Gurongi (グロンギ族, Gurongi Zoku) est une ancienne civilisation mystérieuse dont les membres peuvent se transformer en monstre pour tuer les humains. Ils font ceci par jeu dans une compétition qui, dans leur langue, s'appelle le Gegeru.

## Kamen Rider

### Kamen Rider Kuuga
Le pouvoir de Kuuga a été créé par l'ancienne tribu des Linto à l'aide d'un artefact appelé Amadam (アマダム Amadamu) , ainsi que des Gouram , pour combattre la tribu des Gurongi qui les tourmentait. Yusuke se transforme en Kuuga en utilisant une ceinture appelée Arcle (アークル Ākuru). Avec cela, Kuuga accède à différentes formes pour différentes situations, les obtenant et les améliorant à mesure qu'il perfectionne son talent. 

#### Formes de base
- Growing Form (グローイングフォーム Gurōingu Fōmu?) est la forme la plus faible de Kuuga et elle est de couleur blanche. Kuuga est forcé de prendre cette forme quand il est trop inexpérimenté pour accéder à des formes plus fortes ou est gravement blessé; dans ce dernier cas, il ne pourra plus se transformer pendant 2 heures. Comme aucune des formes de Kuuga n’ait appelé par son nom propre dans la série, Growing Form a été désignée sous le nom de Kuuga blanc ((白のクウガ Shiro no Kūga?) . Son Rider Kick est appelé Growing Kick (グローイングキック Gurōingu Kikku?), qui ne possède qu'un tiers de la force du Mighty Kick.
- Mighty Form (マイティフォーム Maiti Fōmu?) est la principale forme utilisée par Kuuga et est de couleur rouge. C’est la forme la plus équilibrée de toutes ses formes standards, et est donc sa forme la plus utilisée. Contrairement à ses autres formes, il n'a pas d'arme personnelle, optant plutôt pour le combat au corps à corps. Comme aucune des formes de Kuuga n'est appelée par son nom propre dans la série, Mighty Form a été désignée sous le nom de Kuuga rouge (赤のクウガ Aka no Kūga?). Sous cette forme, Kuuga utilise le Mighty Kick (マイティキック Maiti Kikku?) , un coup de pied en course longue qui laisse sa marque sur sa cible, les faisant exploser.
- Dragon Form (ドラゴンフォーム Doragon Fōmu?) est la forme agile de Kuuga et est de couleur bleue. Bien qu'il soit physiquement plus faible que toutes ses autres formes, il est beaucoup plus rapide et peut atteindre des hauteurs incroyables. Pour compenser sa faiblesse, Dragon Form peut transformer n’importe quel bâton en Dragon Rod (ドラゴンロッド Doragon Roddo?) qu’il utilisera comme lance de combat. Comme aucune des formes de Kuuga n'est appelée par son nom propre dans la série, Dragon Form est appelée le Kuuga bleu (青のクウガ Ao no Kūga?). Son attaque finale est le  Splash Dragon (スプラッシュドラゴン Supurasshu Doragon?), une attaque aérienne. Cela peut prendre la forme d'une simple poussée ou du lancer de la baguette de dragon sur la cible.
- Pegasus Form (ペガサスフォーム Pegasasu Fōmu?) est la forme de tireur d'élite de Kuuga  et est de couleur verte. Sous cette forme, Kuuga a une amélioration de ses sens, lui permettant de voir, toucher et entendre ses adversaires avec une précision mortelle. Cette stimulation sensorielle extrême est accablante pour Kuuga, l'empêchant d'utiliser cette forme pendant plus de 50 secondes sans être transformée en Growing Form et rend incapable de se transformer à nouveau pendant 2 heures. Pegasus Form peut transformer les armes de tir en Pegasus Bowgun (ペガサスボウガン Pegasasu Bōgan?), une puissante arbalète. Comme aucune des formes de Kuuga n'est appelée par son nom propre dans la série, Pegasus Form est appelée le  Kuuga vert (緑のクウガ Midori no Kūga?). Avec le Pegasus Bowgun, Kuuga peut effectuer le Blast Pegasus (ブラストペガサス Burasuto Pegasasu?), un puissant tir de flèche à l'arbalète
- Titan Form (タイタンフォーム Taitan Fōmu?) est la forme herculéenne de Kuuga et est de couleur violette. Kuuga sacrifie sa vitesse pour une endurance et une force incroyables. Titan Form peut supporter les attaques ennemies assez longtemps pour approcher les adversaires avec le Titan Sword (タイタンソード Taitan Sōdo?). Comme aucune des formes de Kuuga n'est appelée par son nom propre dans la série, Titan Form est appelée le Kuuga violet (紫のクウガ Murasaki no Kūga?).  L'attaque finale de Kuuga sous cette forme est le Calamity Titan (カラミティタイタン Karamiti Taitan?), un puissant coup d'épée.

#### Rising Forms
En se permettant d'être le conducteur de l'électricité qui alimente l'Amadam, Yusuke a obtenu des versions améliorées de ses formes standard. Connu sous le nom de Pouvoir Doré de Kuuga pour ses extensions en or supplémentaires et la marque de puissance (chikara (力) écrite en ancienne langue Linto) sur le dos des mains de Kuuga. Initialement, Yusuke ne pouvait accéder aux Rising Forms que pendant 30 secondes avant de revenir aux formes de base respectives ou même à la Growing Form s'il avait subi trop de dégâts. Ce handicap a été supprimé après la deuxième électrothérapie de Yusuke. Tout comme les formes principales et la Growing Form, le Rising mode n’est jamais appelé par son nom réel, mais est appelé le Pouvoir Doré (金の力 Kin no Chikara).
- Rising Mighty (ライジングマイティ Raijingu Maiti?) est une forme évoluée de la Mighty Form de Kuuga. Par rapport à la Mighty Form normale, la puissance de frappe de Kuuga augmente légèrement, tandis que sa puissance de frappe et sa hauteur de saut double. Rising Mighty est équipé du Mighty Anklet (マイティアンクレット Maiti Ankuretto?) qui lui permet de faire le Rising Mighty Kick (ライジングマイティキック Raijingu Maiti Kikku?), dont la puissance est trois fois supérieure de celle du Mighty Kick normal et provoque l'explosion de la cible avec le rayon de frappe de quelques pâtés de maisons.
- Rising Dragon (ライジングドラゴン Raijingu Doragon?) est la forme évoluée de la Dragon Form de Kuuga. Par rapport à la Dragon Form normale, la puissance de frappe, la puissance de frappe et la hauteur de saut de Kuuga sont toutes augmentées. Le Dragon Rod évolue en Rising Dragon Rod (ライジングドラゴンロッド Raijingu Doragon Roddo?), en le transformant en une lance à double face. Son attaque finale est le Rising Splash Dragon (ライジングスプラッシュドラゴン Raijingu Supurasshu Doragon?), dans lequel Kuuga se précipite et poignarde une cible avec la Rising Dragon Rod.
- Rising Pegasus (ライジングペガサス Raijingu Pegasasu?) est la forme évoluée de la Pegasus Form de Kuuga. Les capacités de Kuuga ne changent pas, mais il peut conserver la forme 30 secondes de plus que la Pegasus Form normale pour un total de 1 minute et 20 secondes. La Pegasus Bowgun évolue en Rising Pegasus Bowgun (ライジングペガサスボウガン Raijingu Pegasasu Bōgan?), l'allongeant et lui permettant de tirer plus souvent. Son attaque finale est le Rising Blast Pegasus (ライジングブラストペガサス Raijingu Burasuto Pegasasu?), qui consiste à tirer une grande volée de tirs successifs sur une cible.
- Rising Titan (ライジングタイタン Raijingu Taitan?) est la forme évoluée de la Titan Form de Kuuga. Les statistiques de Kuuga ne changent pas, cependant la Titan Sword évolue en  Rising Titan Sword (ライジングタイタンソード Raijingu Taitan Sōdo?), devenant plus longue. Il a deux attaques finales : le Rising Calamity Titan (ライジングカラミティタイタン Raijingu Karamiti Taitan?), une variante plus forte du Calamity Titan de la Titan Form normale et le Double Rising Calamity Titan (ダブルライジングカラミティタイタン Daburu Raijingu Karamiti Taitan?), que Kuuga exécute avec deux épées pour empaler son adversaire.

#### Autres formes évoluées
- Amazing Mighty (アメージングマイティ Amējingu Maiti?) est la seconde forme évoluée de la Mighty Form de Kuuga et est de couleur noire. Cette forme est plus forte que toutes les formes qui l'ont précédée et, en tant que nouvelle version de Mighty Form, elle est bien équilibrée. Sous cette forme, toutes les parties rouges du corps de Kuuga (à l'exception des yeux) deviennent noires. Bien qu'il s'agisse simplement d'une évolution d'une autre forme, contrairement à tous les Rising modes, Amazing Mighty a été désigné dans la série comme une forme distincte en raison du changement majeur de l'apparence du Kuuga. Comme aucune des formes de Kuuga n'est appelée par son nom propre dans la série, Amazing Mighty est appelée le Kuuga noir (黒のクウガ Kuro no Kūga?).  Amazing Mighty est équipé du Mighty Anklet (マイティアンクレット Maiti Ankuretto?) sur ses deux jambes qui lui permet d'exécuter l'Amazing Mighty Kick (アメージングマイティキック Amējingu Maiti Kikku?), un dropkick électrique incroyablement puissant.
- Ultimate Form (アルティメットフォーム Arutimetto Fōmu?) est la forme finale de Kuuga et est de couleur noire. En utilisant l'Ultimate Form, Kuuga prend le risque de perdre le contrôle de lui-même et de devenir un monstre voué à la destruction, comme Daguva , et ne peut être contrôlé que par une personne au cœur pur, de peur qu'il ne devienne Ultimate Form (Œil noir) (アルティメットフォーム（ダークアイ） Arutimetto Fōmu (Dāku Ai)?), une version maléfique de Kuuga. En combat, Ultimate Form est capable de voir la forme humaine d'un monstre, et chaque attaque provenant de l'Ultimate Form est garantie de faire couler le sang. Cette forme a une puissance équivalente à celle de Daguva et possède les mêmes pouvoirs que lui, comme la pyrokinésie. Ultimate Form peut également utiliser n'importe quelle arme de Kuuga, mais cela n'a jamais été montré. Les attaques les plus puissantes d’Ultimate Form sont  l'Ultimate Kick (アルティメットキック Arutimetto Kikku?), qui est dit être facilement capable de détruire le monde entier et l'Ultimate Punch (アルティメットパンチ Arutimetto Panchi?), un coup de poing recouvert de flammes chaudes. Ils n'ont pas été montrés dans la série. La forme est également appelée Guerrier suprême (最高戦士 Saikō Senshi?).

## Acteurs
- Yusuke Godai (五代 雄介, Godai Yūsuke?) : Joe Odagiri (オダギリ ジョー, Odagiri Jō?)
- Kaoru Ichijo (一条 薫, Kaoru Ichijō?) : Shingo Katsurayama (葛山 信吾, Katsurayama Shingo?)
- Sakurako Sawatari (沢渡 桜子, Sawatari Sakurako?) : Kazumi Murata (村田 和美, Murata Kazumi?)
- Oyassan (Tamasaburo Kazari) (おやっさん (飾 玉三郎), Oyassan (Kazari Tamasaburō)?) : Kitaro (きたろう, Kitarō?)
- Minori Godai (五代 みのり, Godai Minori?) : Wakana Aoi (葵 若菜, Aoi Wakana?)
- Shuichi Tsubaki (椿 秀一, Shūichi Tsubaki?) : Yoshitaka Otsuka (大塚 よしたか, Ōtsuka Yoshitaka?)
- Hikari Enokida (榎田 ひかり, Hikari Enokida?) : Kaori Mizushima (水島 かおり, Kaori Mizushima?)
- Nana Asahina (朝比奈 奈々, Asahina Nana?) : Shio Mizuhara (水原 詩生, Mizuhara Shio?)
- Jean Michel Sorrel (ジャン・ミッシェル・ソレル, Jan Missheru Soreru?) : Serge Vasilov (セルジュ・ヴァシロフ, Seruju Vashirofu?)
- Mika Natsume (夏目 実加, Natsume Mika?) : Yuka Takeshima (竹島 由夏, Takeshima Yuka?)
- Sadao Matsukura (松倉 貞雄, Matsukura Sadao?) : Yudai Ishiyama (石山 雄大, Ishiyama Yūdai?)
- Morimichi Sugita (杉田 守道, Morimichi Sugita?) : Takashi Matsuyama (松山 鷹志, Matsuyama Takashi?)
- Tsuyoshi Sakurai (桜井 剛, Sakurai Tsuyoshi?) : Nobuyuki Yoneyama (米山 信之, Yoneyama Nobuyuki?)
- Nozomi Sasayama (笹山 望見, Sasayama Nozomi?) : Eri Tanaka (田中 恵理, Tanaka Eri?)
- Hitoshi Kashiwabara (柏原 仁, Kashiwabara Hitoshi?) : Takashi Kikuchi (菊池 隆志, Kikuchi Takashi?)
- Junichi Shiina (椎名 純一, Shiina Jun'ichi?) : Makoto Hatayama (畠山 真, Hatayama Makoto?)
- Tatsuhiko Ebisawa (海老沢 達彦, Ebisawa Tatsuhiko?) : Fujio Mori (森 富士夫, Mori Fujio?)
- Tsurumaru Kameyama (亀山 鶴丸, Kameyama Tsurumaru?) : Katsuaki Nishide (西手 勝秋, Nishide Katsuaki?)
- Shoji Kanzaki (神崎 昭二, Kanzaki Shōji?) : Takashi Inoue (井上 高志, Inoue Takashi?)
- Junichi Chono (蝶野 潤一, Chōno Jun'ichi?) : Daisuke Uchida (内田 大介, Uchida Daisuke?)
- Keiko Motoshiro (元城 恵子, Motoshiro Keiko?) : Rie Okada (岡田 理江, Okada Rie?)
- Atsuko Enokida (榎田 篤子, Enokida Atsuko?) : Machiko Naka (中 真千子, Naka Machiko?)
- Sayuru Enokida (榎田 冴, Enokida Sayuru?) : Kentaro Niibo (新穂 健太郎, Niibo Kentarō?)
- Hiroyuki Yashiro (社 広之, Yashiro Hiroyuki?) : Yutaro Kamata (鎌田 雄太郎, Kamata Yūtarō?)
- Shuto Terashima (寺島 周斗, Terashima Shūto?) : Tomoaki Takagi (高木 智晃, Takagi Tomoaki?)
- Ra-Baruba-De (La Femme au tatouage de Rose) (ラ･バルバ･デ (バラのタトゥの女), Ra Baruba De (Bara no Tatu no On'na)?) : Mie Nanamori (七森 美江, Nanamori Mie?)
- Ra-Dorudo-Gu (ラ･ドルド･グ, Ra Dorudo Gu?) : Tenmei Basara (婆裟羅 天明, Basara Tenmei?)
- Zu-Zain-Da (ズ･ザイン･ダ, Zu Zain Da?) : Akira Nogami (野上 彰, Nogami Akira?)
- Zu-Gooma-Gu (ズ･ゴオマ･グ, Zu Gōma Gu?) : Mitsuru Fujio (藤生 みつる, Fujiō Mitsuru?)
- Zu-Badzū-Ba & Go-Badā-Ba (ズ･バヅー･バ＆ゴ･バダー･バ, Zu Bazū Ba & Go Badā Ba?) : Nobuyuki Ogawa (小川 信行, Ogawa Nobuyuki?)
- Nu-Zajio-Re (ヌ･ザジオ･レ, Nu Zajio Re?) : Tadashi Takatsuki (高月 忠, Takatsuki Tadashi?)
- Me-Biran-Gi (メ･ビラン･ギ, Me Biran Gi?) : Hironobu Ohashi (大橋 寛展, Ōhashi Hironobu?)
- Me-Garume-Re (メ･ガルメ･レ, Me Garume Re?) : Masaharu Mori (森 雅晴, Mori Masaharu?)
- Me-Garima-Ba (メ･ガリマ･バ, Me Garima Ba?) : Miho Iijima (飯島 美穂, Iijima Miho?)
- Go-Buuro-Gu (ゴ･ブウロ･グ, Go Būro Gu?) : Koichi Takao (高尾 晃市, Takao Kōichi?)
- Go-Bemiu-Gi (ゴ･ベミウ･ギ, Go Bemiu Gi?) : Seiko Ito (伊藤 聖子, Itō Seiko?)
- Go-Gamego-Re (ゴ･ガメゴ･レ, Go Gamego Re?) : Kazuyoshi Sakai (酒井 一圭, Sakai Kazuyoshi?)
- Go-Jaraji-Da (ゴ･ジャラジ･ダ, Go Jaraji Da?) : Masayoshi Okawa (大川 征義, Ōkawa Masayoshi?)
- Go-Zazaru-Ba (ゴ･ザザル･バ, Go Zazaru Ba?) : Chiaki Asakura (朝倉 ちあき, Asakura Chiaki?)
- Go-Jāza-Gi (ゴ･ジャーザ･ギ, Go Jāza Gi?) : Sumire Arai (あらい すみれ, Arai Sumire?)
- Go-Baberu-Da (ゴ･バベル･ダ, Go Baberu Da?) : Kensho Sakurai (桜井 顕生, Sakurai Kenshō?)
- Go-Gadoru-Ba (ゴ･ガドル･バ, Go Gadoru Ba?) : Masato Gunji (軍司 眞人, Gunji Masato?)
- N-Daguva-Zeba (ン･ダグバ･ゼバ, N Daguba Zeba?) : Kenji Urai (浦井 健治, Urai Kenji?)
- Narrateur (ナレーター, Narētā?) : Fumihiko Tachiki (立木 文彦, Tachiki Fumihiko?)

### Cascadeurs
- Kamen Rider Kuuga : Kenji Tominaga (富永 研司, Tominaga Kenji?)
- Gurongi : Hirofumi Fukuzawa (福沢 博文, Fukuzawa Hirofumi?), Makoto Itō (伊藤 慎, Itō Makoto?)
- Go-Zazaru-Ba : Shoji Hachisuka (蜂須賀 昭二, Hachisuka Shōji?)
- Go-Jaraji-Da : Toshihiro Ogura (小倉 敏博, Ogura Toshihiro?)